# Strumentazione (musica)
In musica, la strumentazione è la distribuzione delle parti di una composizione tra i diversi strumenti musicali impiegati in una composizione e il modo in cui ciascuno di questi strumenti viene scelto e utilizzato. Il termine strumentazione è generalmente usato come sinonimo di orchestrazione, ma in un'accezione più tecnica e particolare.

## Proprietà degli strumenti
Scrivere musica per uno strumento richiede che il compositore conosca le proprietà intrinseche dello strumento come:
- il timbro o i tipi di timbro;
- l'altezza delle note eseguibili dallo strumento e la loro gamma dinamica;
- la tecnica esecutiva, come ad esempio la durata del fiato, la diteggiatura, la resistenza media dell'esecutore;
- la difficoltà di esecuzione di un passaggio su ciascuno strumento (per esempio, le note ribattute sono più facili da eseguire su un violino che su un pianoforte; mentre i trilli sono relativamente facili sul flauto ma estremamente difficili sul trombone);
- la disponibilità di effetti particolari come il glissando, il frullato o le note prodotte col legno dell'archetto;
- le convenzioni di notazione dello strumento.